# Alexandre Domènec de Ros
Alexandre Domènec de Ros i Gomar (Lleida, 1598 - Madrid, 1656), que publicava amb el pseudònim J. Gómez Adrín, va ser un escriptor polític i predicador català. Va estudiar gramàtica en l'Estudi de la Companyia de Jesús, a Lleida, però va acabar a l'Orde de Sant Agustí. Va ser canonge degà de la seu de Tortosa i protonotari apostòlic. Es va desplaçar a Saragossa, on va conviure amb Gracián. El 1633 va passar a una escola de Girona com a professor i tres anys més tard es traslladaria a l'escola jesuïta de Gandia.

## Obres
- Memorial en defensa de la lengua castellana para que se predique en ella en Cataluña (1636?)[5]
- Cataluña desengañada[6]
- Las dichas de vna pena, y los motivos de consuelo, en la muerte de mi señora D. Francisca Mariana Henriquez de Cabrera, y Sandoual
- Sermon de la Purissima Concepcion de la Virgen nuestra Señora, y en accion de gracias de la reduccion de Cataluña, a la obediencia de su Magestad...
- Catalogna dissingannata (1647)
- Catalvña desengañada, discvrsos políticos (2009)
- El Dean Tortosa D. Alexandro Ros dize que el zelo que tiene el seruidor de V.M. y el dolor que le causa la obstinacion de Cataluña su patria, le obliga a representar los medios mas proporcionados...(entre 1601 i 1700)
- Sermon de la Purissima Concepcion de la Virgen nuestra Señora, y en accion de Gracias de la reduccion de Cataluña, a la obediencia de su Magestad (que Dios Guarde) (1653)

## Obra relacionada
Antoni Simon i Tarrés va guanyar el XXIII Premi Ferran Soldevila d'estudis històrics (2017), convocat per la Fundació Congrés de Cultura Catalana, per l'obra Lengua y política en la Catalunya del siglo XVII. Alexandre Ros i Gomar (1604-1656), que estudia les relacions entre llengua, poder i nació.